# イソガワラ科
イソガワラ科（イソガワラか) (学名：Ralfsiaceae) は、藻類の褐藻綱一群のイソガワラ目に属する科である。

## 概要
岩石や他の海藻の基質に痂状で固着する。ピレノイドを持たない単一の板の様な円板型の殻に成長する葉状体を必ず一個から数個持つ。鞭毛を持つ遊走子が形成される単子嚢、複子嚢という二つの生殖器官を持ち、同型世代交代が行われることにより配偶体と胞子体が独立した世代として存在し、それぞれの世代が 無性生殖と有性生殖によって連結される。
どの種も、体は匍匐する組織と直上する組織から構成されている。

## 分類
「AlgaeBase」(2017年8月25日時点)によると
- 属 Analipus Kjellman
- 属 Heteroralfsia Kawai
- 属 Ralfsia Berkeley

「ITIS」（2017年8月25日時点）によると
- 属 Diplura Hollenb.
- 属 Endoplura
- 属 Hapalospongidion
- 属 Hapterophycus
- 属 Lithoderma
- 属 Petroderma
- 属 Pseudolithoderma
- 属 Ralfsia
- 属 Sorapion
- 属 Symphyocarpus

「WRMS」(2017年8月25日時点)によると
- 属 Basispora D.M.John & G.W.Lawson, 1974
- 属 Hapalospongidion De A.Saunders, 1899
- 属 onssonia S.Lund, 1959
- 属 Lithoderma Areschoug, 1875
- 属 Myrionemopsis P.Dangeard, 1968
- 属 Petroderma Kuckuck, 1897
- 属 Porterinema Waern, 1952
- 属 Pseudolithoderma Svedelius, 1911
- 属 Ralfsia Berkeley, 1843